# مجيد ميلاد
مجيد ميلاد الجزيري (ولد في 1967) معلم وسياسي بحريني. كانت أبرز إنجازاته تولي منصب رئيس بلدي محافظة العاصمة من 2006 إلى 2014.

## النشأة والتعليم
ولد ميلاد في عام 1967.
تخرج من الثانوية العامة من مدرسة الشيخ عبد العزيز بن محمد آل خليفة الثانوية في عام 1985. حصل على شهادة البكالوريوس في الآداب - تربية من جامعة البحرين في عام 1991. حصل على درجة الماجستير بتقدير ممتاز عن رسالة أعدها بعنوان «اتجاهات الرأي العام لمواطني الخليج العربي نحو أداء مجلس التعاون الخليجي» وهو يقضي فترة حبسه في سجن جو.

## المسيرة المهنية والسياسية
عمل معلم في وزارة التربية والتعليم في عام 1991.
انتسب إلى جمعية الوفاق الوطني الإسلامية الشيعية المعارضة. تولى عضوية الأمانة العامة للجمعية. كما ترأس اللجنة السياسية في مجلس شورى الوفاق.
في الانتخابات البلدية 2002 استطاع الفوز في الدائرة الثانية في محافظة العاصمة من الجولة الأولى بعدما جمع 76.19% من الأصوات. اعتبارا من عام 2002 ترأس ميلاد الكتلة البلدية لجمعية الوفاق. في الانتخابات البلدية 2006 استطاع تجديد الفوز في الدائرة الثانية في محافظة العاصمة من الجولة الأولى بعدما جمع 60.26% من الأصوات حيث استغل نشنن الأصوات الأخرى بين تقي بن رجب وحسين العرادي. بعدها ترشح لرئاسة مجلس بلدي محافظة العاصمة حيث استطاع الفوز بالرئاسة لمدة أربع سنوات من 2006 إلى 2010. في الانتخابات البلدية 2010 استطاع تجديد الفوز للمرة الثالثة على التوالي في الدائرة الثانية في محافظة العاصمة من الجولة الأولى بعدما جمع 53.20% من الأصوات حيث استغل نشنن الأصوات الأخرى بين عبد الرحمن قراطة وتقي بن رجب وعبد الرزاق الوداعي وخليل سوار. حافظ على رئاسة مجلس بلدي محافظة العاصمة لفترة ثانية حتى عام 2014.
بعد نهاية الاحتجاجات الشعبية في فبراير ومارس 2011 فقد تورط ميلاد في الكثير من القضايا السياسية وانصرف عن أداء عمله بخدمة أهالي محافظة العاصمة بلديا حيث تحول ميلاد إلى أداة طيعة في يد جمعيته السياسية (الوفاق) تفعل به ما تشاء فما من مسيرة غير قانونية إلا وقد تقدمها وما من ندوة فضائية إلا خرج لتأجيج الوضع والنفخ في النار
في 3 يونيو 2014 قام مجلس النواب في جلسته بالموافقة على مقترح قانون بإلغاء مجلس بلدي محافظة العاصمة واستبداله بأمانة عامة تعين بمرسوم ملكي وفي 23 سبتمبر 2014 صدر قرار عن رئيس الوزراء خليفة بن سلمان آل خليفة رقم 35 لسنة 2014 بشأن تحديد المناطق البلدية الانتخابية والدوائر الانتخابية وحدودها بدون دائرة العاصمة التي تم تحويلها إلى أمانة عامة.
قال ميلاد في المؤتمر الصحفي الذي عقدته الكتلة البلدية لجمعية الوفاق في 3 يونيو بأن موافقة مجلس النواب على قرار إلغاء مجلس بلدي محافظة العاصمة على الرغم من رأي هيئة المستشارين في المجلس بعدم دستورية ذلك يدلل على أن مجلس النواب تابع للإرادة الحكومية وليس له صلة بالإرادة الشعبية على الإطلاق ولو كان له أي صلة بالإرادة الشعبية لما ألغى ارادة أبناء محافظة العاصمة مشددا بأن إلغاء مجلس بلدي محافظة العاصمة هو إلغاء ما تبقى من الإرادة الشعبية والإجهاز على أية مظاهر لها. في 11 أكتوبر 2014 أعلنت جمعية الوفاق مع الجمعيات السياسية المعارضة مقاطعتها للانتخابات النيابية والبلدية التي جرت في نوفمبر 2014 ووصفت الانتخابات بأنها بلا جدوى بحسب بيانها.
في 8 يناير 2015 صرح ميلاد لقناة العالم الإيرانية: «لو أرادوا (الدول الكبرى مثل الولايات المتحدة وبريطانيا) نهي النظام (آل خليفة) بشكل حقيقي لأوقفوا مثل هذه الانتهاكات على المستوى الحقوقي فضلا عن المستوى السياسي حيث لم يتحرك الملف السياسي ولم يتم دعم الشعب البحريني في قضيته العادلة أمام النظام المستبد» على حد تعبيره.
على خلفية خطب ألقاها في مجالس رمضانية بدعوة من الأهالي قامت السلطات البحرينية في 2 يوليو 2015 باعتقال ميلاد حيث وجهت له تهمة التحريض على كراهية النظام وعدم الانقياد للقوانين. على إثر ذلك دعا مركز البحرين لحقوق الإنسان إلى الإفراج الفوري عن ميلاد لأنه مارس حقه في حرية التعبير.
في 14 يوليو 2015 أنكر ميلاد أمام المحكمة الصغرى الجنائية الرابعة برئاسة القاضي محمد هريدي وأمانة سر محمد مكي العلي ما نُسب إليه من تهمة التحريض على عدم الانقياد للقوانين. وقد عقدت المحكمة جلستها في قضية ميلاد والقضايا الأخرى في الغرفة الخاصة بقاضي المحكمة وليس كما المعتاد في قاعة المحكمة. وقد حضر مع ميلاد المحامي عبد الله الشملاوي الذي طلب الاطلاع والرد على أوراق الدعوى وإخلاء سبيل ميلاد بأي ضمانة. وقررت المحكمة تأجيل قضية ميلاد حتى 4 أغسطس 2015 مع استمرار حبس ميلاد حتى الجلسة المقبلة.
في 15 يوليو 2015 قالت وزارة الخارجية الأمريكية أن اعتقال ميلاد «تثير مخاوف جدية حول القيود المفروضة على حرية التعبير في البحرين». وردت وزارة الخارجية البحرينية في نفس اليوم على بيان وزارة الخارجية الأمريكية بالقول أن ميلاد تم توقيفه وفقا للاجراءات القانونية وليس لأي أسباب تتعلق بممارسته لحقه في التعبير أو لأي أسباب سياسية أخرى وأن الحكومة لن تتهاون في مواجهة العنف وممارسات التحريض وذلك من منطلق واجباتها ومسئولياتها في حماية المواطنين والمقيمين على حد سواء.
في 11 نوفمبر 2015 قضت المحكمة بحبس ميلاد سنتين بتهمة «عدم الانقياد للقوانين وحسّن أمورا تعد جرائم». بعد صدور الحكم قال منتدى البحرين لحقوق الإنسان أن الحكم الصادر على ميلاد يفضح هزالة القضاء البحريني الذي مازال يكيف القوانين لمعاقبة المعارضين وتقويض حرية العمل السياسي. فيما أكدت جمعية الوفاق المعارضة أن محاكمة ميلاد هي محاكمة ضمير ودليل قاطع على حجم الغياب المطلق لآي مستوى من حرية الرأي والتعبير وأن اعتقالات المعبرين عن آرائهم وصلت لأبعد مستوى في البحرين. وفور صدور الحكم تقدم ميلاد بطلب استئناف الحكم الصادر ضده.
في 16 فبراير 2016 خفضت المحكمة الكبرى الجنائية الخامسة «الاستئنافية» برئاسة القاضي إبراهيم الزايد في جلستها الحكم الصادر من محكمة أول درجة بحق ميلاد وقضت بحبسه لمدة سنة بدل من سنتين. وعقبت جمعية الوفاق حكم محكمة الاستئناف «أن ما يستحقه ميلاد هو الإفراج عنه وإسقاط كل التهم ليكون بين شعبه وأهله من أجل العمل على تجنيب الوطن المزيد من التصدعات والازمات». في 8 يونيو 2016 رفضت محكمة التمييز الطعن المقدم من ميلاد.
في 1 يوليو 2016 أفرجت السلطات الأمنية عن ميلاد بعد انقضاء مدة محكوميته التي حددت بالسجن عام كامل. وصرح بعد الإفراج عنه أنه لن يعتزل العمل السياسي بل سيواصل ممارسته لهذا العمل حيث يعتبر جمعية الوفاق وسيلة لممارسة العمل السياسي مشددا على أنه لم يتأسف على عام كامل من عمره أمضاه في السجن.
في 10 يناير 2019 انتقد ميلاد برنامج عمل الحكومة لعدم تطابقه مع الواقع المعاش في البلاد. وقال في تغريدة على تويتر أن البرنامج الجديد يشير إلى أن المواطن هو محور التنمية وغاياتها الأساسية وهذه الأولوية لا يتسق مع توظيف الأجنبي بأضعاف مضاعفة أكثر من المواطن. وأرفق ميلاد أرقام رسمية عن دخول 54 ألف موظف أجنبي سوق العمل البحريني مقابل دخول 5 آلاف بحريني وذلك خلال الربع الثالث من العام المنصرم.
على المستوى الخيري فإن ميلاد عضو مؤسس لصندوق رأس الرمان الخيري.